# Jozo Lavička
Jozo Lavička (Frielištof, 1933. – Beč, 2020.), kulturni djelatnik, publicist i borac za očuvanje identiteta moravskih Hrvata. 
Rođen u moravskohrvatskom mjestu Frielištof, nakon Drugog svjetskog rata nastanjuje se 1948. u Beču, gdje cijeli život djeluje u sklopu Hrvatskog centra gradišćanskih Hrvata. Potaknuo je postavljanje spomenika i nadgrobnih ploča zaslužnim moravskim Hrvatima te autor više knjiga posvećenih rodnom selu i moravskim Hrvatima. Na temelju njegovih djela hrvatski povjesničar Dragutin Pavličević objavljuje svoju monografiju Moravski Hrvati (1994.), a Alojz Jembrih knjigu Tragom identiteta južnomoravskih Hrvata (2017.). Skupljao nošnje moravskih Hrvata te dio zbirke poklonio Folklornom ansamblu »Kolo Slavuj« u Beču. Za svoj doprinos odlikovan je Kulturnom nagradom Hrvatskog centra u Beču »Metron« 2012. te 2016. Nagradom »Josef Löhner« Saveza Južnih Moravljana u bavarskom Geislingenu.

## Djela
- Lipo naše selo, 2005.
- Frelištof – idilično selo između Thaye i Jaspitza u Južnoj Moravskoj, 2015.
- Josef Lavička – Životna priča jednog Frelištofca, 2016.
- Josef Lavička: Moj život od Frelištofa do Beča, 2016.